# Thuringers

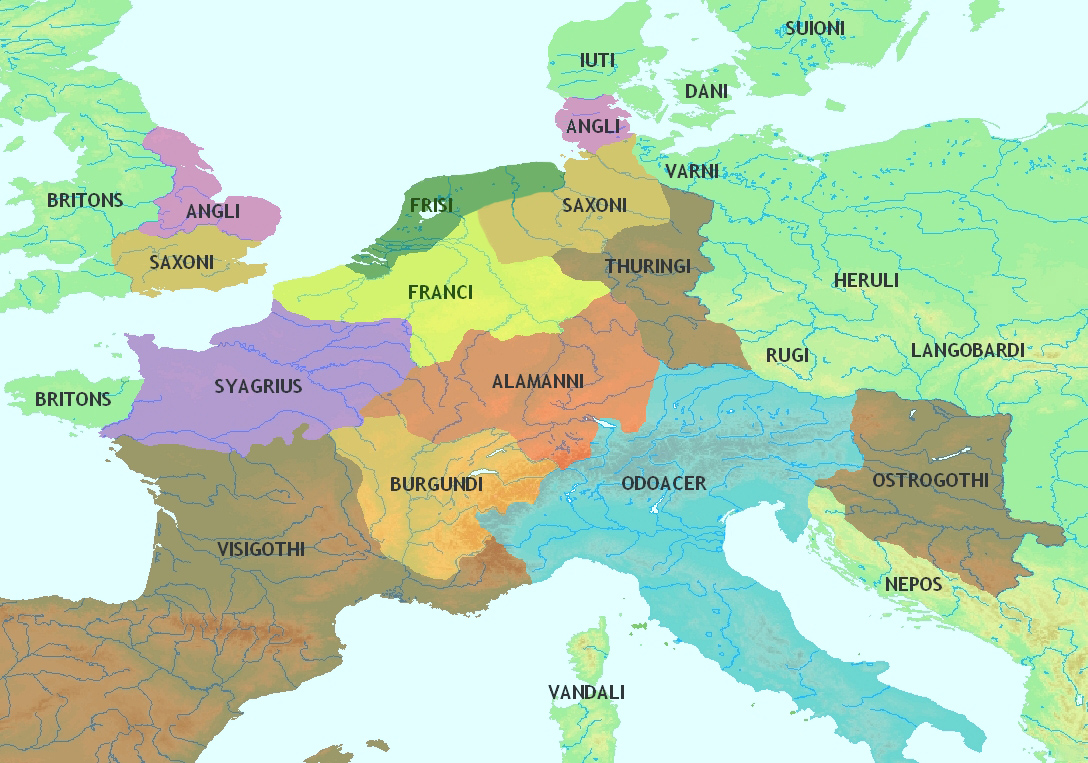
Europa rond 480; de Thüringers (Thuringi) in bruin.

De Thuringers (ook wel Thüringers, Latijn: Thuringi, T(h)ueringi of T(h)oringi) waren een verbond van verschillende Germaanse stammen, vooral Hermanduri, maar ook Warnen en een deel van de Angelen en Sueven.  

## Geschiedenis
Omstreeks 400 vormden zij het Koninkrijk Thüringen, dat zich uitstrekte tussen het Thüringerwoud, de middenloop van de Elbe en de Moldau, en in het zuiden tot bijna aan de Donau. 
Na de ineenstorting van het rijk van de Hunnen na 454 begonnen de Thüringers hun gebied in zuidelijke en westelijke richting uit te breiden, tot in het gebied dat de Franken hun betwistten. Rond 491 werden zij door de Frankische koning Clovis verslagen en aan zijn heerschappij onderworpen. Deze overheersing was niet blijvend, want na de dood van Clovis werden de Thuringers door drie koninklijke broeders bestuurd.
Het rijk der Thuringers werd in 531 opnieuw veroverd door de Franken. Ditmaal was de onderwerping blijvend. Het verloor zijn koningshuis en was sindsdien nog slechts een Frankisch groothertogdom.
Onder Radulf kwamen ze rond 640 in opstand. Een Austrasich leger geleid door Adalgisel en Grimoald, vergezeld van de jonge koning Sigebert III, versloeg eerst Fara, de Agilolfingische bondgenoot van de Thuringers, maar raakte dan in de problemen. Radulf verschanste zich aan de Unstrut en wist rond 642 het Austrasiche leger te verslaan dankzij een deel overlopers. Tegen het eind van de 7e eeuw raakten de Thuringers onder Saksische heerschappij. 